# Elwy Persson

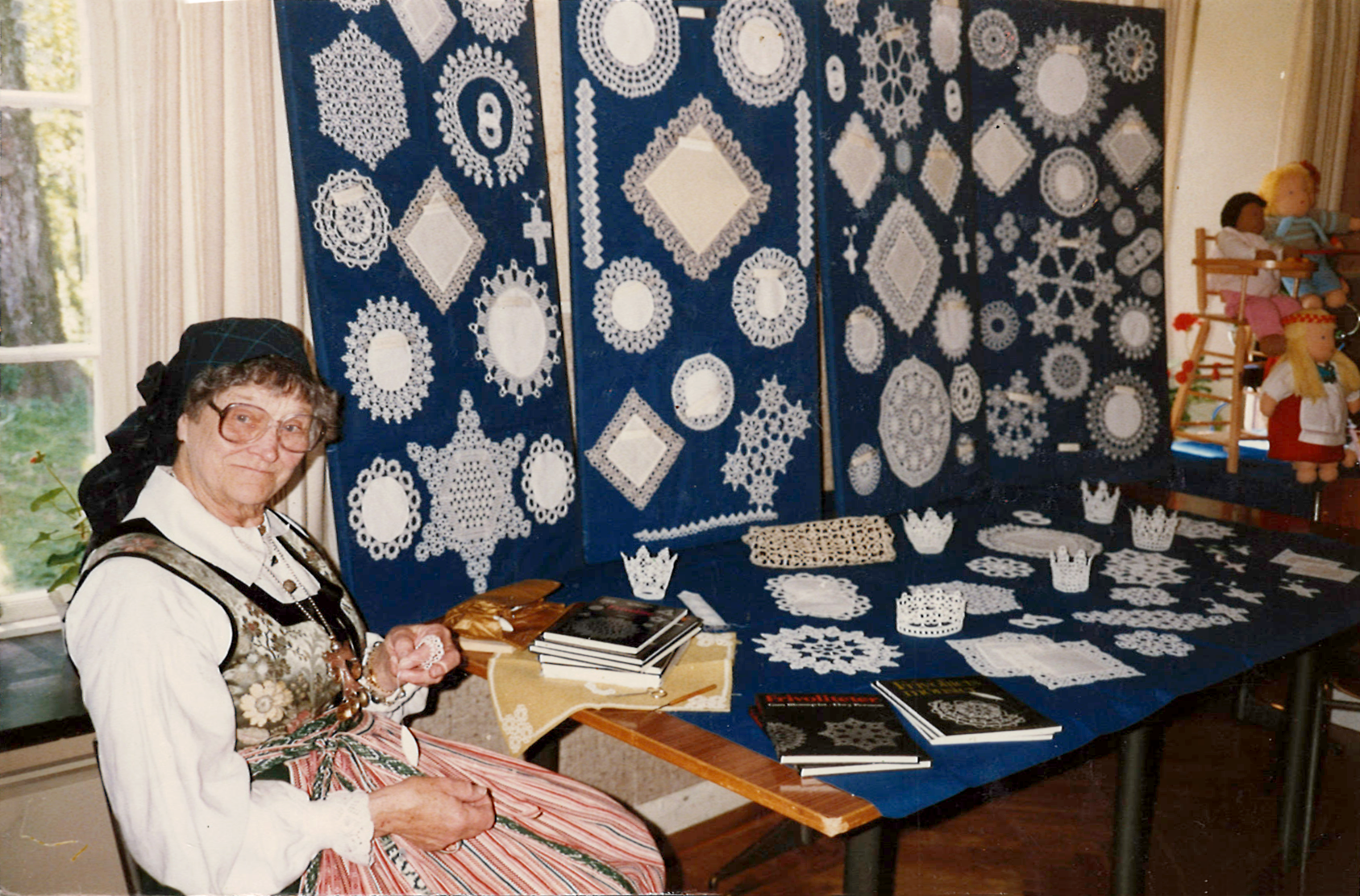
Elwy Persson på utställning med sina frivoliteter och böcker.

Elwy Ragnhild Hildegard Persson, född Gustafsson 24 januari 1905 i Malmö S:t Pauli församling i Malmöhus län, död 25 juli 2004 i Önneköp i Hörby, var en svensk textildesigner. I samarbete med Gun Blomqvist, som var anställd på LTs förlag, publicerade hon två böcker med sina frivolitetsmönster. Hennes första bok Frivoliteter gavs ut i en första upplaga 1967 på LTs förlag, en andra upplaga 1973 och i en tredje upplaga 1987. Den andra upplagan har översatts till norska Nupereller 1981, till nederländska Frivolité 1982 och till engelska Tatting Patterns and Designs 1974 och 1988. År 1982 gav hon även ut sin andra bok, Frivolitetsmönster, på Natur & Kultur.  
Då det vid tiden var mycket sällsynt med böcker i ämnet har hennes båda böcker starkt medverkat till att textilhantverket kunnat läras ut och inte fallit i glömska. 

## Biografi
Elwy Persson var dotter till skorstensbyggaren Nils Gustafsson (1870–1949 och hans hustru Bothilda Gustafsson, född Andersdotter (1875–1966
Elwy Persson arbetade som telefonväxelföreståndare i Köpingebro från 1926 när telefonstationen inrättades tills den automatiserades 1955. Efter pensioneringen ägnade hon sig huvudsakligen åt frivoliteter. Hon publicerade två böcker i ämnet, ställde ut sina verk och anordnade ett stort antal kurser i frivoliteter runt om i landet. 
Elwy Persson gifte sig 1932 med köpmannen Arvid Persson (1898–1978). Paret fick två söner.